# Портина
Портина — деревня в Фатежском районе Курской области. Входит в состав Русановского сельсовета.

## География
Расположена в 7 км к западу от Фатежа на левом берегу реки Усожи при впадении в неё реки Руды. Высота над уровнем моря — 179 м.
Климат
Портина, как и весь район, расположена в поясе умеренно континентального климата с тёплым летом и относительно тёплой зимой (Dfb в классификации Кёппена).
Часовой пояс
Деревня Портина, как и вся Курская область, находится в часовой зоне МСК (московское время). Смещение применяемого времени относительно UTC составляет +3:00.

## История
Возникла в XVII веке как отсёлок села Солдатского. Одними из первозаимщиков новой деревни были однодворцы Алексей Колоколов и Прокофий Озеров. При основании Портины, из Солдатского сюда полностью переселились однодворцы Колоколовы, Котляровы, Ноздрачёвы, частично — Асеевы, Алфёровы, Озеровы, Рудневы и другие — всего 12 родов. Земля в деревне изначально была поделена на 12 частей — по числу родов. В то время Портина входила в состав Усожского стана Курского уезда. Население деревни было приписано к приходу Покровского храма села Солдатского.
В XIX веке часть крестьян деревни были казёнными (принадлежали государству), часть — владельческими (принадлежали помещикам). К моменту отмены крепостного права в 1861 году 31 крестьянин Портины и соседней деревни Курашовки принадлежал помещику Ипполиту Волжину. В 1862 году здесь было 20 дворов, проживал 291 человек (147 мужского пола и 144 женского). Деревня в то время входила в состав Рождественской волости Фатежского уезда. В конце XIX века была передана в состав Миленинской волости.
В 1937 году в деревне было 49 дворов. Во время Великой Отечественной войны, с октября 1941 года по февраль 1943 года, находилась в зоне немецко-фашистской оккупации. В советское время в деревне действовала школа.

## Население
| 1862 | 1900 | 1979 | 2002 | 2010 |
| ---- | ---- | ---- | ---- | ---- |
| 291  | ↗324 | ↘85  | ↘27  | ↘20  |

## Инфраструктура
Личное подсобное хозяйство. В деревне 27 домов.

## Транспорт
Портина находится в 4 км от автодороги федерального значения М2 «Крым» (Москва — Тула — Орёл — Курск — Белгород — граница с Украиной) как часть европейского маршрута E105, в 3,5 км от автодороги регионального значения 38К-038 (Фатеж — Дмитриев), в 1,5 км от автодороги межмуниципального значения 38Н-679 (38К-038 — Солдатское — Шуклино), в 29 км от ближайшего ж/д остановочного пункта 29 км (линия Арбузово — Лужки-Орловские).
В 168 км от аэропорта имени В. Г. Шухова (недалеко от Белгорода).

## Исторические фамилии
По данным земской переписи 1883 года в деревне было: 6 дворов Алфёровых, 6 дворов Асеевых, 1 двор Акинфеевых, 1 двор Аникеевых, 1 двор Басовых, 2 двора Горбуновых, 1 двор Емельяновых, 21 двор Колоколовых, 5 дворов Котляровых, 5 дворов Ноздрачёвых, 4 двора Озеровых, 1 двор Фатьяновых и 1 двор Рудневых (указаны фамилии бывших однодворцев).